# СВОЄ (часопис)
Всеукраїнський соціологічний часопис «СВОЄ» — українське незалежне інтелектуальне видання для сприяння комунікації в середовищі соціальних науковців.

## Історія
Предтечею часопису була заснована 2010 р. студентська газета факультету соціології Київського національного університету імені Тараса Шевченка, з 2011 р. яка виходила під назвою «Sociatis Viribus» (SV) (лат. «Спільними зусиллями»), а у 2012—2013 рр. під модифікованою назвою «SVOє: студентське видання соціологів». Після короткої перерви з 2014 р. часопис «СВОЄ» було відновлено як незалежне у фінансовому та організаційному планах від Київського університету видання зі статусом всеукраїнського, а з 2015 р. воно розширило аудиторію, припинивши орієнтуватися винятково на студентів, і отримало поточну назву. Часопис готується за тематичними випусками зусиллями ініціативної групи соціологів і працює на некомерційних засадах, виходячи чотири рази на рік в електронному та друкованому варіантах. Друкований наклад поширюється безкоштовно під час презентацій та через поштову підписку.

## Матеріали та діяльність
У часописі друкуються авторські статті (включно з дослідницькими), есеї, репортажі, рецензії та книжкові огляди, інтерв'ю, переклади класичних і актуальних текстів. У часописі «СВОЄ» публікувалися праці таких класиків, як Пітер Берґер, були опубліковані перші україномовні переклади Брюно Латура, Івана Селені, Джона Урі, Роджерса Брубейкера, основоположника вебаналітики Авінаша Каушика, бесіди із Миколою Рябчуком, Роберто Каталано тощо. Редакція часопису «СВОЄ» регулярно бере участь у різноманітних заходах, круглих столах, конференціях у Київському національному університеті імені Тараса Шевченка, Українському католицькому університеті, Києво-могилянській бізнес-школі тощо.